# جدال با سرنوشت
جدال با سرنوشت یک مجموعه تلویزیونی محصول سال ۱۳۷۶ به کارگردانی مسعود رشیدی، نویسندگی نورالدین آزاد و تهیه‌کنندگی عباس باباجعفری می‌باشد که از شبکه یک پخش شد. 

## خلاصه داستان
مهران جوان تحصیل‌کرده و متمولی است که به تازگی از خارج بازگشته و قصد ازدواج با مینا را دارد. اما مینا که برای ازدواج با او تردید دارد، با اصرارهای پدر و مادرش مواجه می‌شود؛ غافل از آنکه مسئله‌ای در مورد مهران وجود دارد که همه از آن بی‌اطلاعند …

## بازیگران
- فرشید نوابی در نقش مهران مظاهر
- مهران احمدی در نقش عباس ساحلی
- سمیرا سیاح در نقش مینا
- شیرین کاظمی در نقش مریم
- سعید دولتی در نقش محمد
- الهام جعفرنژاد در نقش آتنا
- احمد قدکچیان
- محمدرضا حقگو
- زهره حمیدی
- اسفندیار یگانه
- تانیا جوهری
- جمشید شاه‌محمدی
- روح‌انگیز مهتدی
- زهره صفوی
- فرهاد محبت

## عوامل تولید
- کارگردان: مسعود رشیدی
- نویسنده: نورالدین آزاد
- مدیر تصویربرداری: محمدرضا غروی
- موسیقی: ایرج نثاری زاده
- تکنوازی: فرشید نوابی
- تدوین: نعمت‌الله حسینی
- صدابردار: حمید دژاکام
- گریم: نریمان محتشم، فریبا فغانی
- دستیار کارگردان و منشی صحنه و برنامه‌ریز: سوسن دین محمد
- واحد رپرتاژ: ماشاالله دانشوری، جبرائیل انتظاری، علی عسگر پرور
- گروه کارگردانی: مهران رشیدی، عبدالرضا فیروزان
- گروه فنی: امیر کوشانی، داریوش انتظاری
- ناظر امور مالی: منوچهر محمدی
- مدیر تدارکات: شکرالله حسنی
- تدارکات: مهدی استاد جهانگیری، محمد فروتن، حامد خوش سخن
- حمل و نقل: مصطفی حاج باقری، جلیل حسنی
- مدیر تهیه: مهرداد کمانی
- مدیر تولید: ولی‌الله رهبر
- تهیه‌کننده: عباس باباجعفری